# Queen's Club Championships 1986
I Queen's Club Championships 1986 (conosciuti pure come Stella Artois Championships per motivi di sponsorizzazione) sono stati un torneo di tennis giocato sull'erba. È stata la 93ª edizione dei Queen's Club Championships e faceva parte del Nabisco Grand Prix 1986. Si è giocato al Queen's Club di Londra in Inghilterra, dal 9 al 16 giugno 1986.

## Campioni

### Singolare
Tim Mayotte ha vinto la finale per ritiro di  Jimmy Connors sul punteggio di 6–4, 2–1.

### Doppio
Kevin Curren /  Guy Forget hanno battuto in finale  Darren Cahill /  Mark Kratzmann con il punteggio di 6–2, 7–6.